# Josep Vidal i Porcar
Josep Vidal i Porcar (Martorell, 2 de febrer de 1920 - Madrid, 15 de juny de 1992) va ser un ciclista català que va córrer entre 1945 i 1953. El seu principal èxit fou una victòria d'etapa a la Volta a Catalunya de 1952.

## Palmarès
- 1950
  - 3r al Campionat d'Espanya de ciclisme en ruta
- 1952
  - Vencedor d'una etapa de la Volta a Catalunya

### Resultats al Tour de França
- 1953. 74è de la classificació general

### Resultats al Giro d'Itàlia
- 1953. 67è de la classificació general